# 超選択則
量子力学において超選択則（ちょうせんたくそく、英: superselection rule）とは、物理系に応じてある演算子{\displaystyle {\hat {J}}}が存在し、任意の観測可能なエルミート演算子(オブザーバブル){\displaystyle {\hat {A}}}に対し{\displaystyle [{\hat {A}},{\hat {J}}]=0}（すなわち{\displaystyle {\hat {A}}}と{\displaystyle {\hat {J}}}の可換性）が成り立つという法則である。
{\displaystyle {\hat {J}}}は超選択則を特徴付ける作用素(英: superselection charge)と呼ばれる。その逆、つまり「超選択則を満たす演算子はオブザーバブルである」が正しいのかは分かっていない。
系のハミルトニアン{\displaystyle {\hat {H}}}は観測可能である（と仮定される）ので{\displaystyle [{\hat {H}},{\hat {J}}]=0}であり、{\displaystyle {\hat {J}}}は保存量である。したがって超選択則は（不正確ではあるが）「保存量{\displaystyle J}の演算子と可換でない演算子は観測可能な物理量に対応しない」という意味だといえる。これは、超選択則の元となった選択則が量子状態のパリティやスピン多重度の保存則に関連していることに対応している。
例えば、位置演算子{\displaystyle {\hat {x}}}は運動量演算子{\displaystyle {\hat {p}}}と可換でない（正準交換関係）ので、運動量が保存するとき位置は観測可能でない。これは不確定性原理において{\displaystyle \Delta p=0}とすると{\displaystyle \Delta x}が発散して意味のある観測ができないことを表している。

## 超選択則と混合状態
超選択則を特徴付ける演算子{\displaystyle {\hat {J}}}の異なる固有値に属する（すなわち、{\displaystyle {\hat {J}}}がオブザーバブルであるとすれば、それに対応する物理量{\displaystyle J}の値が異なる）2つの量子状態{\displaystyle |\psi \rangle }と{\displaystyle |\psi '\rangle }は、任意のオブザーバブル{\displaystyle {\hat {A}}}（超選択則より{\displaystyle {\hat {J}}}と可換）に対して、{\displaystyle \langle \psi |{\hat {A}}|\psi '\rangle =0}を満たす。これは{\displaystyle |\psi \rangle }と{\displaystyle |\psi '\rangle }における{\displaystyle J}の値をそれぞれ{\displaystyle j}と{\displaystyle j'}（これらはいずれも実数であることに注意）として
{\displaystyle j\langle \psi |{\hat {A}}|\psi '\rangle =\langle \psi |{\hat {J}}{\hat {A}}|\psi '\rangle =\langle \psi |{\hat {A}}{\hat {J}}|\psi '\rangle =j'\langle \psi |{\hat {A}}|\psi '\rangle }
であることから分かる。
これら2つの重ねあわせ状態{\displaystyle |\Psi \rangle =c_{1}|\psi \rangle +c_{2}|\psi '\rangle }においてオブザーバブル{\displaystyle {\hat {A}}}の期待値は、干渉項が落ちるので
{\displaystyle \langle \Psi |{\hat {A}}|\Psi \rangle =|c_{1}|^{2}\langle \psi |{\hat {A}}|\psi \rangle +|c_{2}|^{2}\langle \psi '|{\hat {A}}|\psi '\rangle }
となる。任意のオブザーバブル{\displaystyle {\hat {A}}}に対してこれが成立するので、重ね合わせによる量子干渉効果を観測することが出来ない。その意味で{\displaystyle |\Psi \rangle }は古典確率的に{\displaystyle |\psi \rangle }と{\displaystyle |\psi '\rangle }のどちらかであるような状態、すなわち混合状態のように振る舞う。このように超選択則は「{\displaystyle {\hat {J}}}の異なる固有値に属する固有状態の重ね合わせが、混合状態として振る舞うこと」と定義することもできる。
2つの状態{\displaystyle |\psi \rangle }と{\displaystyle |\psi '\rangle }が任意のオブザーバブルに対して{\displaystyle \langle \psi |{\hat {A}}|\psi '\rangle =0}
を満たすとき、この2つの状態は超選択則によって分離されていると言う。超選択則によって分離されている状態の重ね合わせが混合状態のように振る舞うことは、上と同様にして示される。これに対し、ハミルトニアン演算子{\displaystyle {\hat {H}}}について{\displaystyle \langle \psi |{\hat {H}}|\psi '\rangle =0}を満たす2つの状態は選択則によって分離されていると言う。